# Levá rekurze
Levá rekurze v teorii formálních jazyků v matematické informatice je speciální případ rekurze, kdy lze určitý neterminální symbol přepsat v jednom nebo více krocích na řetězec, který obsahuje stejný neterminální symbol. O levou rekurzi se jedná, pokud je příslušný neterminál na začátku výsledného řetězce. Lze také říct, že určitý řetězec je rozpoznán jako část jazyka tak, že se skládá z řetězce z téhož jazyka (vlevo) a zbytku, sufixu (vpravo).
Například ve výseku gramatiky pro aritmetický výraz:
{\displaystyle E\Rightarrow E+T},
{\displaystyle E\Rightarrow T},
{\displaystyle T\Rightarrow konstanta},
je neterminál E zleva rekurzivní.
Výraz {\displaystyle 1+2+3} je rozpoznán jako součet, protože jej lze rozložit na součet {\displaystyle 1+2} a sufix {\displaystyle {}+3}.
V termínech bezkontextových gramatik neterminální symbol obsahuje levou rekurzi, jestliže první symbol v jednom z jeho pravidel je samotný (v případě přímé levé rekurze) nebo lze získat řetězec obsahující tentýž symbol nějakou posloupností substitucí (v případě nepřímé levé rekurze).

## Definice
Gramatika obsahuje levou rekurzi právě tehdy, když existuje neterminální symbol {\displaystyle A}, ze kterého lze odvodit větnou formu, která začíná původním neterminálem. Symbolicky,
{\displaystyle A\Rightarrow ^{+}A\alpha },
kde {\displaystyle \Rightarrow ^{+}} je operace provedení jedné nebo více substitucí a {\displaystyle \alpha } je libovolný řetězec terminálních a neterminálních symbolů.

### Přímá levá rekurze
O přímou levou rekurzi se jedná, když podmínky z definice rekurze jsou splněny již jedinou substitucí. Vyžaduje pravidlo tvaru
{\displaystyle A\to A\alpha }
kde {\displaystyle \alpha } je řetězec neterminálů a terminálů. Například pravidlo
{\displaystyle {\mathit {Expression}}\to {\mathit {Expression}}+{\mathit {Term}}}
je přímo s levou rekurzí. Analyzátor s rekurzivním sestupem zleva doprava pro toto pravidlo může být následující:
```
funkce Expression()
{
    Expression();  match('+');  Term();
}

```

Tento kód způsobí při svém provedení nekonečnou rekurzi.

### Nepřímá levá rekurze
O nepřímou levou rekurzi se jedná, když jsou podmínky z definice rekurze splněny až při použití více než jednoho přepsání. Má za následek sada pravidel následující vzorek
{\displaystyle A_{0}\to \beta _{0}A_{1}\alpha _{0}}
{\displaystyle A_{1}\to \beta _{1}A_{2}\alpha _{1}}
{\displaystyle \cdots }
{\displaystyle A_{n}\to \beta _{n}A_{0}\alpha _{n}}
kde {\displaystyle \beta _{0},\beta _{1},\ldots ,\beta _{n}} jsou řetězce, které všechny mohou dávat prázdný řetězec, a {\displaystyle \alpha _{0},\alpha _{1},\ldots ,\alpha _{n}} jsou libovolné řetězce. Derivace
{\displaystyle A_{0}\Rightarrow \beta _{0}A_{1}\alpha _{0}\Rightarrow ^{+}A_{1}\alpha _{0}\Rightarrow \beta _{1}A_{2}\alpha _{1}\alpha _{0}\Rightarrow ^{+}\cdots \Rightarrow ^{+}A_{0}\alpha _{n}\dots \alpha _{1}\alpha _{0}}
pak dává {\displaystyle A_{0}} jako první symbol v poslední větné formě.

## Odstraňování levé rekurze
Levá rekurze často představuje problém pro analyzátory, buď protože vede k nekonečné rekurzi (v případě většiny analyzátorů shora dolů) anebo protože očekávají pravidla v normální formě, která rekurzi zakazuje (jako v případě mnoha analyzátorů zdola nahoru, včetně CYK algoritmu). Proto se gramatiky často upravují, aby levou rekurzi neobsahovaly.

### Odstraňování přímé levé rekurze
Následující algoritmus slouží pro odstranění přímé levé rekurze. Existuje několik jeho vylepšení.
Pro každý neterminál {\displaystyle A} s levou rekurzí, zahodíme všechna pravidla tvaru {\displaystyle A\rightarrow A} a ostatní pravidla tvaru:
{\displaystyle A\rightarrow A\alpha _{1}\mid \ldots \mid A\alpha _{n}\mid \beta _{1}\mid \ldots \mid \beta _{m}}
kde:
- {\displaystyle \alpha } jsou neprázdné řetězce neterminálů a terminálů a
- {\displaystyle \beta } jsou řetězce neterminálů a terminálů, které nezačínají symbolem {\displaystyle A}.

nahradíme dvěma množinami pravidel, jednou se symbolem {\displaystyle A} na levé straně:
{\displaystyle A\rightarrow \beta _{1}A^{\prime }\mid \ldots \mid \beta _{m}A^{\prime }}
a druhou s přidaným neterminálním symbolem {\displaystyle A'} (obvykle nazývaným „zakončení“ nebo "zbytek"):
{\displaystyle A^{\prime }\rightarrow \alpha _{1}A^{\prime }\mid \ldots \mid \alpha _{n}A^{\prime }\mid \epsilon }
Uvedený postup se opakuje, dokud nezůstává žádná přímá levá rekurze.
Jako příklad uvažujme sadu pravidel
{\displaystyle {\mathit {Expression}}\rightarrow {\mathit {Expression}}+{\mathit {Expression}}\mid {\mathit {Integer}}\mid {\mathit {Retezec}}}
kterou lze přepsat, aby se zabránilo levé rekurzi jako
{\displaystyle {\mathit {Expression}}\rightarrow {\mathit {Integer}}\,{\mathit {Expression}}'\mid {\mathit {Retezec}}\,{\mathit {Expression}}'}
{\displaystyle {\mathit {Expression}}'\rightarrow {}+{\mathit {Expression}}\,{\mathit {Expression}}'\mid \epsilon }

### Odstraňování veškeré levé rekurze
Topologickým setříděním neterminálů lze výše uvedený postup rozšířit na odstraňování nepřímé levé rekurze:
Vstup Gramatika: množina neterminálů {\displaystyle A_{1},\ldots ,A_{n}} a jejich pravidel
Výstup Upravená gramatika generující stejný jazyk, ale bez levé rekurze
1. Pro každý neterminál {\displaystyle A_{i}}:
  1. Opakuj, dokud iterace mění gramatiku:
    1. Pro každé pravidlo {\displaystyle A_{i}\rightarrow \alpha _{i}}, {\displaystyle \alpha _{i}} je řetězec terminálů a neterminálů:
      1. Jestliže {\displaystyle \alpha _{i}} začíná neterminálem {\displaystyle A_{j}} a {\displaystyle j<i}:
        1. Nechť {\displaystyle \beta _{i}} jsou {\displaystyle \alpha _{i}} bez jeho úvodní {\displaystyle A_{j}}.
        2. Odstraň pravidlo {\displaystyle A_{i}\rightarrow \alpha _{i}}.
        3. Pro každé pravidlo {\displaystyle A_{j}\rightarrow \alpha _{j}}:
          1. Přidej pravidlo {\displaystyle A_{i}\rightarrow \alpha _{j}\beta _{i}}.

  2. Odstraň přímou levou rekurzi pro {\displaystyle A_{i}}, jak je popsáno výše.

Všimněte si, že tento algoritmus je velmi citlivý na pořadí neterminálů; jeho optimalizace se často zaměřují na správný výběr tohoto řazení.

## Skryté nástrahy
Ačkoli výše uvedené transformace nemění generovaný jazyk, mohou měnit derivační strom, na kterém závisí struktura řetězce. Existují postupy, které pomocí stromových transformací mohou vést k původním výsledkům. Při vynechání tohoto kroku však rozdíly mohou změnit sémantiku analýzy.
Obzvláště zranitelná je asociativita; zleva asociativní operátory jsou do nové gramatiky převedeny jako zprava asociativní. Pokud například uvažujeme následující gramatiku:
{\displaystyle {\mathit {Expression}}\rightarrow {\mathit {Expression}}\,-\,{\mathit {Term}}\mid {\mathit {Term}}}
{\displaystyle {\mathit {Term}}\rightarrow {\mathit {Term}}\,*\,{\mathit {Factor}}\mid {\mathit {Factor}}}
{\displaystyle {\mathit {Factor}}\rightarrow ({\mathit {Expression}})\mid {\mathit {Integer}}}
standardní transformace pro odstranění levé rekurze dává následující:
{\displaystyle {\mathit {Expression}}\rightarrow {\mathit {Term}}\ {\mathit {Expression}}'}
{\displaystyle {\mathit {Expression}}'\rightarrow {}-{\mathit {Term}}\ {\mathit {Expression}}'\mid \epsilon }
{\displaystyle {\mathit {Term}}\rightarrow {\mathit {Factor}}\ {\mathit {Term}}'}
{\displaystyle {\mathit {Term}}'\rightarrow {}*{\mathit {Factor}}\ {\mathit {Term}}'\mid \epsilon }
{\displaystyle {\mathit {Factor}}\rightarrow ({\mathit {Expression}})\mid {\mathit {Integer}}}
Syntaktická analýza řetězce „1 - 2 - 3“ LALR analyzátorem podle původní gramatiky (LALR analyzátor umožňuje analýzu gramatik s levou rekurzí) dává derivační strom:
Tento derivační strom seskupuje termy odleva, což dává správnou sémantiku (1 - 2) - 3.
Syntaktická analýza podle upravené gramatiky dává derivační strom
,
který je při správné interpretaci 1 + (-2 + (-3)) také správný, ale méně věrný vstupu, a implementace některých operátorů může být mnohem obtížnější. Všimněte si, že se termy vpravo vyskytují hlouběji ve stromě, podobně jako v gramatice s pravou rekurzí jejich úpravou na 1 - (2 - 3).

## Ošetření levé rekurze při analýze shora dolů
Formální gramatika, která obsahuje levou rekurzi, nemůže být analyzována LL(k)-analyzátorem nebo jiným naivním analyzátorem s rekurzivním sestupem, pokud není zkonvertována na tvar slabě ekvivalentní gramatiky s pravou rekurzí. Naproti tomu, levá rekurze je upřednostňovaná pro LALR analyzátory, protože vede k menšímu využívání zásobníku než pravá rekurze. Rafinovanější analyzátory shora dolů však mohou implementovat obecné bezkontextové gramatiky pomocí omezení. V roce 2006 popsali Frost a Hafiz algoritmus, který je použitelný pro nejednoznačné gramatiky s přímou levou rekurzí. Tento algoritmus v roce 2007 rozšířil Frost, Hafiz a Callaghan na úplný algoritmus analýzy, který dovoluje nepřímou i přímou levou rekurzi v polynomiálním čase a pro vysoce nejednoznačné gramatiky generuje kompaktní reprezentaci polynomiální velikosti pro potenciálně exponenciální funkci počtu stromů analýzy. Autoři pak implementovali algoritmus jako sadu kombinátorů syntaktických analyzátorů napsaný v jazyce Haskell.